# Lasiophila behemot
Lasiophila behemot är en fjärilsart som beskrevs av Otto Thieme 1906. Lasiophila behemot ingår i släktet Lasiophila och familjen praktfjärilar. Inga underarter finns listade i Catalogue of Life.